# Święcieniec
Święcieniec – wieś w Polsce położona w województwie mazowieckim, w powiecie płockim, w gminie Słupno.
Wieś duchowna położona była w drugiej połowie XVI wieku w powiecie płockim  województwa płockiego. W latach 1975–1998 miejscowość administracyjnie należała do województwa płockiego.
We wsi znajduje się parafia pw. św. Wincentego i Anastazego.